# 鏡味徳房
鏡味 徳房（かがみ のりふさ、1942年5月18日 - ）は、日本の銀行家、大蔵官僚。大蔵省関税局長、東日本銀行頭取、会長を歴任。

## 来歴・人物
東京都港区出身。港区立青山中学校、都立日比谷高校、東京大学法学部第1類（私法コース）卒業。東大法学部第1類（私法コース）在学中に国家公務員上級甲種試験（法律）に合格。1965年大蔵省入省。同期には薄井信明、竹島一彦、榊原英資、大塚功（駐ジャマイカ特命全権大使）、平岡哲也（会計検査院事務総局次長）、白石忍（オリックス社長）など。
主計局総務課に配属。1966年3月に証券局総務課、1967年4月に大臣官房調査企画課、1968年5月に厚生省年金局年金課法規第二係長として勤務し、1970年7月に北見税務署長。三年あまりジェトロ在フランクフルト産業調査員に、当時の事務員は鏡味一人だけだった。帰国後、国際金融局投資第一課補佐、銀行局銀行課長補佐（総括・都市銀行等）などを経て、1980年6月に銀行局総務課企画官。米里恕銀行局長、土田正顕総務課長の下、坂本導聡らと共におよそ50年ぶりに新銀行法改正案を成立させた。
大臣官房参事官、銀行局保険部保険第二課長、中小金融課長、銀行課長を経て、1989年6月に銀行局総務課長。その後、1990年6月に東京税関長を経て、1991年6月に銀行局保険部長に。保険部長在任中は、生保・損保業界間の垣根の撤廃、銀行・証券業界との相互参入、金融自由化などの論議がたけなわの折、蔵相の諮問機関である保険審議会の答申を受けて、1992年におよそ五十年ぶりの保険業法改正の端緒にあった。東京国税局長を経て、1994年から1995年6月まで関税局長を務めた。
大蔵省退官後は日本輸出入銀行理事を務めた後、1999年に東日本銀行に顧問として入り、副頭取を経て2001年から2011年3月まで頭取、その後2018年6月まで会長を務めた。また2005年から2007年まで第二地方銀行協会会長も務めた。
その一方では関東テニス協会会長及び日本テニス協会副会長を務めた（現在は退任）。